# Liste der Kulturgüter in Chalais
Die Liste der Kulturgüter in Chalais enthält alle Objekte in der Gemeinde Chalais im Kanton Wallis, die gemäss der Haager Konvention zum Schutz von Kulturgut bei bewaffneten Konflikten, dem Bundesgesetz vom 20. Juni 2014 über den Schutz der Kulturgüter bei bewaffneten Konflikten sowie der Verordnung vom 29. Oktober 2014 über den Schutz der Kulturgüter bei bewaffneten Konflikten unter Schutz stehen.
Objekte der Kategorie A sind im Gemeindegebiet nicht ausgewiesen, Objekte der Kategorie B sind vollständig in der Liste enthalten, Objekte der Kategorie C fehlen zurzeit (Stand: 1. Januar 2023).

## Kulturgüter
| Foto |                                                                                          | Objekt | Kat. | Typ | Standort                                       | Beschreibung |
| ---- | ---------------------------------------------------------------------------------------- | --- | ---- | --- | ---------------------------------------------- | ------------ |
| BW   | Datei hochladen · Wikidata zu Schloss der Grafen von Anniviers (Haus Siegen) (Q29891977) | Schloss der Grafen von Anniviers (Haus Siegen) / Château des contes d’Anniviers (maison Siegen) KGS-Nr.: 06678 | B    | G   | Réchy, Route du Tombec 6 604417 / 123353       |              |
| BW   | Datei hochladen · Wikidata zu Altes Chalet und Kapelle von Chastonay (Q29891972)         | Altes Chalet und Kapelle von Chastonay / Ancien chalet et chapelle de Chastonay KGS-Nr.: 06680                 | B    | G   | Vercorin, Impasse d'Orzival 4a 607009 / 122870 |              |
| ja   | Datei hochladen · Wikidata zu Alte Kirche St. Boniface (Q29891973)                       | Alte Kirche Saint-Boniface / Ancienne église Saint-Boniface KGS-Nr.: 06681                                     | B    | G   | Vercorin, Rue de l'Eglise 45 607285 / 122897   |              |
| BW   | Datei hochladen · Wikidata zu Haus Hebeisen (Q131366645)                                 | Maison Hebeisen KGS-Nr.: 07131                                                                                 | B    | G   | Rue de la Bourgeoisie 14 605267 / 123704       |              |
| ja   | Datei hochladen · Wikidata zu Schloss Chalais (Q3533300)                                 | Turmruine / Ruines de la Tour KGS-Nr.: 07155                                                                   | B    | F   | Rue des Chevaliers 605437 / 123953             |              |